# Georg von Bertouch

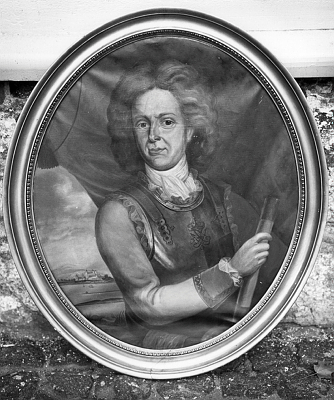
Georg von Bertouch

Georg von Bertouch (Helmershausen, Rhönblick, 19 de junio de 1668 - Christiania , 14 de septiembre de 1743) fue un compositor barroco y oficial militar nacido en Alemania que vivió la mayor parte de su vida adulta en Noruega.

## Biografía
Bertouch nació en Helmershausen, en Franconia, como Georg Bertuch. A la edad de quince años comenzó a estudiar violín y composición en Eisenach. Según una carta que envió a Johann Mattheson, su primer maestro fue Daniel Eberlin (1647-1715).
De 1691 a 1693 Bertouch vivió en Kiel. En 1693 se doctoró en derecho con una disertación titulada De eo quod justum est circa ludos scenicos operasque moderna. Entró en el servicio militar en julio de 1693 y permaneció como oficial del ejército danés-noruego durante el resto de su vida. Luchó en veintidós batallas y sobrevivió a heridas graves. En 1719 fue nombrado comandante de la fortaleza de Akershus en Christiania (hoy Oslo), donde vivió hasta su muerte.
Bertouch mantuvo correspondencia con varios compositores de Alemania y del extranjero, entre ellos Johann Sebastian Bach y Antonio Lotti. Mattheson dedicó su Das beschützte Orchestre a Bertouch y a otras doce celebridades, entre ellas George Frideric Handel.
Bertouch es recordado hoy por su colección de veinticuatro sonatas en cada una de las veinticuatro tonalidades, de las cuales solo dieciocho sobreviven en un manuscrito fragmentario. Aparte de estas sonatas, se han conservado tres cantatas sacras que datan de principios de la década de 1690.

## Grabaciones
- Georg von Bertouch, Trio Sonatas with pieces from the music book of Jacob Mestmacher, Bergen Barokk, Toccata Classics TOCC 0006 (2005).

- Datos: Q323535